# Soumission (roman)
Pour les articles homonymes, voir Soumission.
Soumission est un roman d'anticipation, de type politique-fiction, écrit par Michel Houellebecq, paru le 7 janvier 2015 aux éditions Flammarion. C'est le sixième roman de l'auteur.

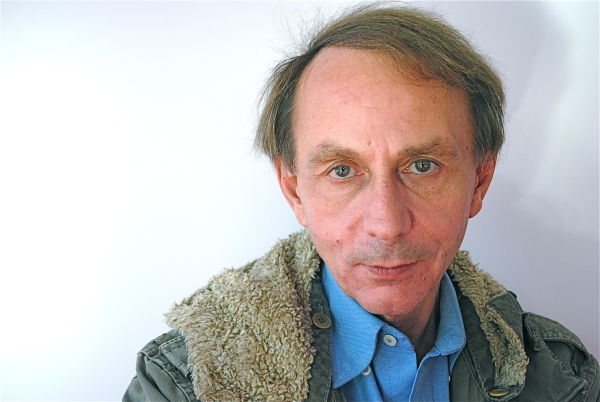
Michel Houellebecq en 2015.

Le livre décrit un futur proche en France dans lequel est élu un président de la République issu d'un parti politique musulman en 2022.
Il rencontre dès sa sortie un succès important, se vendant à plus de 120 000 exemplaires en seulement cinq jours. Un mois après sa sortie, le livre s'est vendu sur le seul territoire français à plus de 345 000 exemplaires et a pris la tête des ventes dans trois pays européens : en France, en Italie et en Allemagne.

## Histoire
Le 15 décembre 2014, la parution du sixième roman de Michel Houellebecq est annoncée pour le 7 janvier 2015.
Le 29 décembre le blog spécialisé Aldus révèle le piratage du livre, se fiant à sa présence en partage sur les réseaux torrent et en téléchargement et fait l'hypothèse qu'il s'agit du premier piratage d'un livre français avant même sa sortie en librairie.
Le roman faisant polémique avant même sa sortie, l'auteur est interviewé pendant dix minutes dans le Journal du Soir de France 2 par David Pujadas le mardi 6 janvier 2015.
Le lendemain 7 janvier, à l'occasion de la sortie du livre, la une de Charlie Hebdo est consacrée à l'auteur. Elle présente Michel Houellebecq dans son style satirique en mage désabusé. Ayant perdu toutes ses dents à cause de la cigarette, le mage prophétise qu'il va devoir se mettre au ramadan. À l'intérieur, l'un des derniers dessins publiés de Charb, titré « Toujours pas d'attentats en France », montre un islamiste armé déclarant « Attendez ! On a jusqu'à la fin janvier pour présenter ses vœux… ». Le jour même, le journal sera la cible de son terrible attentat. L'écrivain décide alors de suspendre immédiatement la promotion de son livre en France et de partir se « mettre au vert ». Selon son agent, il aurait été « profondément affecté par la mort de son ami Bernard Maris » tué dans l'attentat. Le 27 janvier, il sort de son silence et déclare notamment : « Les attentats parisiens sont une grosse victoire pour les djihadistes ». Il déclare également être sous protection policière.
Fin 2015, le New York Times classe le livre dans les « 100 livres notables de 2015 ».
Début 2022, le site ActuaLitté titre « El Hadji Diagola, écrivain franco-sénégalais, poursuit Houellebecq et ses éditeurs pour plagiat » concernant Soumission.

## Résumé
L'histoire se déroule dans un futur proche par rapport à la période de rédaction du roman : au printemps de l’année 2022, François, un professeur de littérature parisien spécialiste de l'écrivain français Joris-Karl Huysmans, sent venir la fin de sa vie sexuelle et sentimentale, avec pour seule perspective la vacuité et la solitude. L'environnement décrit au début du roman des affrontements réguliers entre jeunes identitaires et jeunes salafistes : les médias semblent — par crainte d'un embrasement généralisé — ne pas relayer toutes les informations, le pays paraît être au bord de la guerre civile.
Les bouleversements politiques de l'élection présidentielle française de 2022 amènent au pouvoir un leader intelligent et charismatique d'un nouveau parti politique. Après qu'il fut parvenu de justesse à se hisser au second tour de l'élection présidentielle, Mohammed Ben Abbes, énarque, président de ce nouveau parti nommé « La Fraternité musulmane », réussit, grâce au soutien au second tour de tous les anciens partis politiques traditionnels face au Front national lui aussi présent au deuxième tour, à être élu.
Ce changement politique offre au narrateur une seconde vie et une seconde chance. Parmi les changements notables découlant de cette élection, la France est pacifiée, le chômage chute, des universités — dont l'université Sorbonne-Nouvelle — sont privatisées et islamisées, les professeurs doivent être musulmans pour pouvoir enseigner, la polygamie est légalisée, les femmes n'ont plus le droit de travailler et doivent s'habiller d'une manière « non-désirable ». Grâce au soutien d'un ministre de Ben Abbes, le professeur semble s'être lui-même convaincu de retrouver le chemin des honneurs et un poste à l'université au prix d'une conversion à l'islam.
Plusieurs personnages politiques réels apparaissent dans le roman parmi lesquels François Hollande et Manuel Valls, respectivement président et Premier ministre jusqu'en 2022, Marine Le Pen, candidate malheureuse au second tour de l'élection présidentielle de 2022, François Bayrou qui est choisi comme Premier ministre par Mohammed Ben Abbes ou encore Jean-François Copé.
Le décadentisme est présent tout au long du roman, à travers la figure de l'étude de l'œuvre de l'écrivain Huysmans.

## Personnages

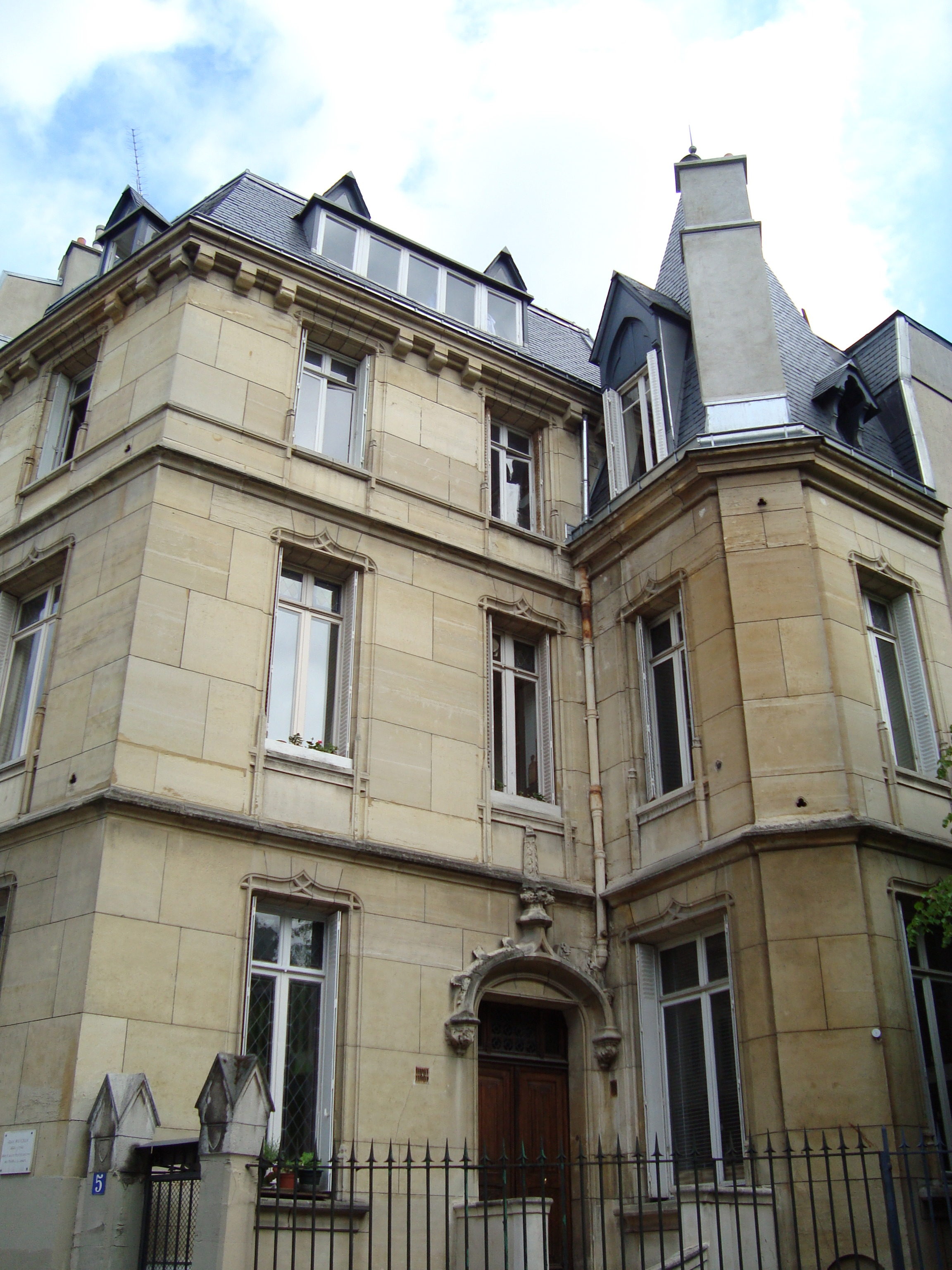
L'hôtel particulier, 5 rue des Arènes, Paris 5e, où Robert Rediger reçoit François et le persuade de devenir musulman et de redevenir professeur.

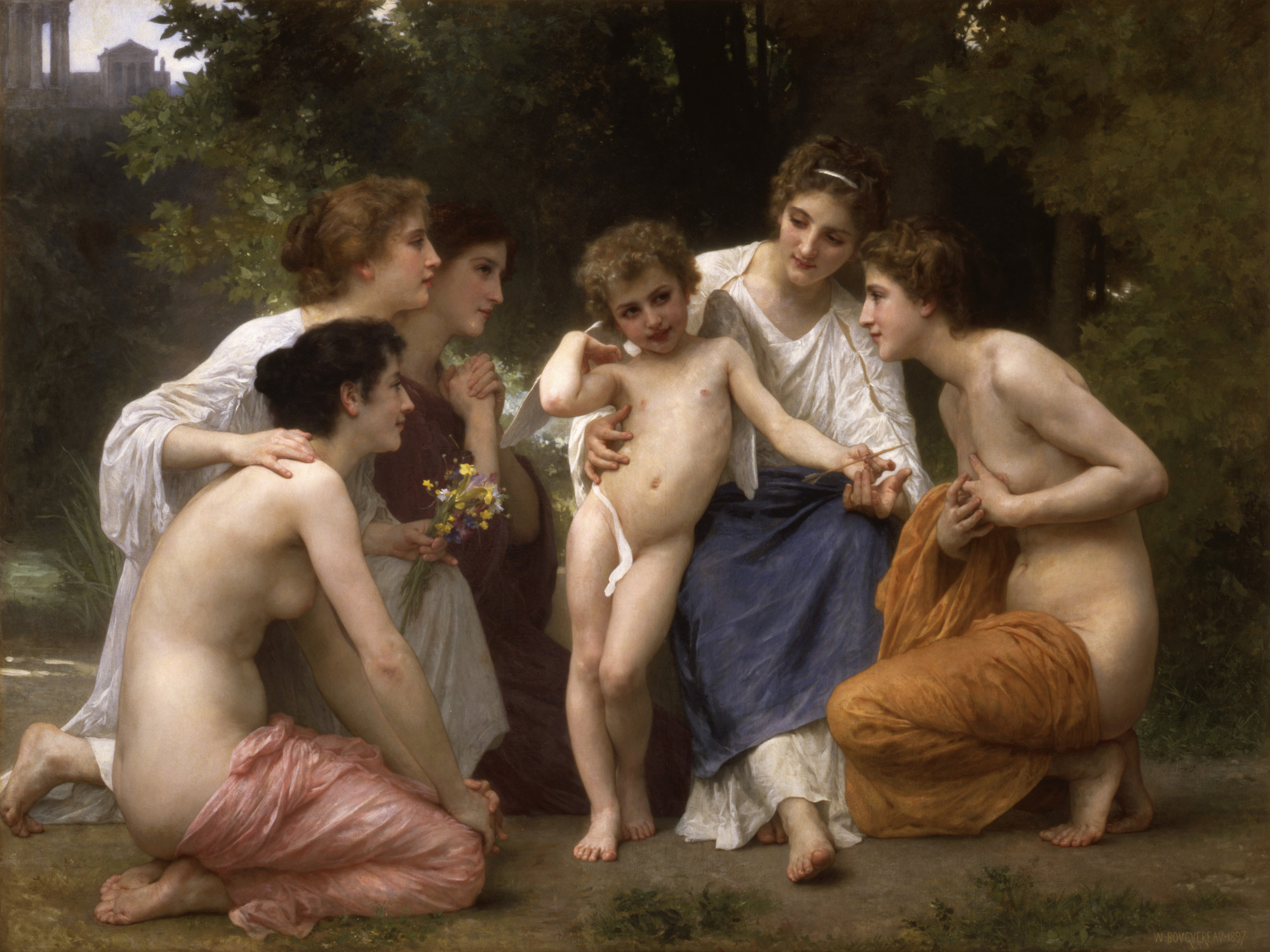
Le tableau de William Bouguereau Admiration (1897)

Françoisla quarantaine finissante, professeur désabusé avec le temps. Célibataire cultivé - se sentant de plus en plus seul -il est, à l'université Sorbonne-Nouvelle, le grand spécialiste de l'écrivain Joris-Karl Huysmans. Apolitique au début du roman, le narrateur sera rattrapé par l'évolution de son pays et de son entourage.
Myriamjeune étudiante de lettres modernes est la dernière « conquête amoureuse » de François. C'est une jeune femme au look gothique, d'une famille juive. Après l'accession au pouvoir de la Fraternité musulmane elle suit sa famille qui se réfugie en Israël.
Stevecollègue de François, spécialiste de Rimbaud. François ne semble pas l'avoir en grande considération, et il se murmure qu'il ne devrait son évolution de carrière qu'à une relation avec sa supérieure.
Marie-Françoise Tanneurautre collègue, spécialiste de Balzac, elle est toujours très bien renseignée quant à l'université.
Alain Tanneurson mari. Il travaille à la DGSI mais est mis à la retraite d'office l'avant-veille du second tour de l’élection présidentielle, pour avoir alerté sa hiérarchie sur l'état du pays. Il indique qu'il existe un fossé entre les islamistes et Mohammed Ben Abbes. Si les deux veulent instaurer la charia, les terroristes le veulent immédiatement par la terreur, et Ben Abbes sait que le temps joue en sa faveur.
Godefroy Lempereurautre jeune professeur à la Sorbonne et spécialiste de Léon Bloy. François le trouve cultivé et intelligent et le soupçonne d'être un identitaire. Il vit dans un hôtel particulier et possède le tableau Admiration de William Bouguereau, longuement décrit.
Mohammed Ben Abbesfils d'un épicier tunisien de Neuilly-sur-Seine, il est le leader de la Fraternité musulmane. Décrit comme rusé, charismatique, et très malin pour concilier des factions idéologiquement opposées, il remporte l’élection présidentielle au milieu du roman.
Robert Redigerle nouveau recteur de la Sorbonne après la prise de pouvoir de Ben Abbes. Il est né à Bruxelles. Après un passage chez les Identitaires, il s'est converti à l'islam. Il est polygame.
Chantal Delouze
présidente de l'université Sorbonne-Nouvelle avant la prise de pouvoir de Ben Abbes, « lesbienne 100% brut de béton » selon le narrateur.

## Éditions

### En français
Le livre est paru aux éditions Flammarion. Une édition originale de 120 exemplaires de l'ouvrage a été imprimées sur vélin Rivoli des papeteries Arjowiggins.

### Autres
Le titre du livre est une référence directe à l'islam, la traduction française de ce mot étant « soumission ».

## Critiques

### Critiques positives
- L'écrivain Emmanuel Carrère voit dans Soumission « un roman d’une extraordinaire consistance romanesque » et considère que Michel Houellebecq, dont « les anticipations [...] appartiennent à la même famille » que 1984 de George Orwell et Le Meilleur des mondes d'Aldous Huxley, s'avère être « un romancier plus puissant qu'eux »[11].
- Le journaliste Bruno de Cessole estime, dans Valeurs actuelles, qu'« un écrivain (...) est quelqu'un pour qui la littérature ne fournit pas des réponses mais excelle à formuler les questions que se pose l'époque » et pense que « c'est ce que fait, avec talent et efficacité, l'auteur de Soumission, que l'on voudrait condamner comme une Cassandre »[12]. Dans le même article, le journaliste se livre à un parallèle avec le roman de Jean Raspail, Le Camp des saints, paru en 1973 : « Pour sa part, Michel Houellebecq, dont le livre apparaît comme le pendant contemporain d'un autre roman scandaleux et prophétique, le Camp des saints, de Jean Raspail, se défend d'avoir cherché la provocation : « Je ne peux pas dire que c'est une provocation dans la mesure où je ne dis pas des choses que je pense fondamentalement fausses, juste pour énerver. » ».
- Bien que la couverture de Charlie Hebdo du 7 janvier 2015 affiche un dessin de Luz se moquant des talents divinatoires de Michel Houellebecq[6], la critique du livre par Bernard Maris[13] est favorable, il  considère que le livre ne critique pas l'islam et conclut par « Encore un magnifique roman. Encore un coup de maître »[14].

### Critiques neutres
- Jean Birnbaum estime, dans Le Monde des livres, que « Houellebecq n’est ni un marginal ni un écrivain dont nous pouvons nous tenir quittes » et que, « de ce point de vue, peu importe que son roman soit littérairement de facture assez médiocre ». Il poursuit en disant que « Houellebecq ne parle pas pour ne rien dire » et que « (...) cela en dit long (...) sur cette époque terrifiante où nous nous trouvons tous sommés de choisir notre camp entre les pulsions islamophobes et les tueurs islamistes »[15].

### Critiques négatives
- Pour Jérôme Dupuis, grand reporter au service Livres de L'Express et au mensuel Lire, « la politique-fiction de Michel Houellebecq n'est en rien une œuvre visionnaire, tout juste une succession de fausses provocations ». S'il relève qu'il « reprend fidèlement les vieilles recettes qui avaient si bien réussi dans Extension du domaine de la lutte », il estime qu'« on est loin, néanmoins, de la beauté déchirante de Rester vivant ou du début des Particules élémentaires » du même Houellebecq, ou encore « de la puissance visionnaire du Camp des saints » de Jean Raspail[16].
- L'écrivain et journaliste Marc Weitzmann estime que Soumission « est le roman à la fois le plus clair et le plus faible de son auteur. (...) Le problème de ce nouveau livre n’est pas seulement que certaines phrases sentent la flemme d’écriture. Il est dans la paresseuse désinvolture avec laquelle Houellebecq traite son propos »[17].
- Pour la romancière Christine Angot, « Soumission est un roman, un simple roman, mais c’est un roman qui salit celui qui le lit. Ce n’est pas un tract mais un graffiti : Merde à celui qui le lira »[18].
- Pour Fouad Laroui, « Il faut donc sortir du texte pour voir en quoi l’homme Houellebecq participe du même mouvement de résurgence d’un racisme quasi biologique que l’on croyait définitivement disparu[19] ».

### Autres analyses
- L'historien Stéphane Ratti, spécialiste de l'Antiquité, a mis en avant l'hypothèse que Soumission pourrait être inspiré, du moins en partie, par l'ouvrage Le Déclin, publié en 2013 par l'historien David Engels. Engels y prédit, fondé sur les analogies entre la crise de l'Europe et la chute de la République romaine, l'avènement prochain d'un régime de type augustéen, correspondant au cadre politique fictif décrit par Houellebecq[20].
- Le philosophe Gaspard Koenig considère que l'islam est secondaire dans l'œuvre, qui traite avant tout de Joris-Karl Huysmans. Cependant, il souligne le talent d'anticipation de l'auteur, en faisant un parallèle entre l'élection de Mohammed Ben Abbas dans le livre, et celle d'Emmanuel Macron en 2017, les deux étant jeunes, libéraux assumés, à la tête d'un nouveau parti, et ayant gagné l'élection face au Front national grâce notamment à un soutien décisif de François Bayrou. Enfin, il conclut sur la vision d'une ère postnationale, où la construction européenne est utilisée comme un moyen de dissoudre les États-nations dans une résurgence de l'Empire romain[21].
- Pour l'écrivain norvégien Karl Ove Knausgård, dans sa revue littéraire pour le New York Times, qui souligne également l'importance de Huysmans dans le roman, son thème fondamental est le manque d'attachement et l'indifférence au monde qui l'entoure d'une élite intellectuelle qui se veut pragmatique, par opposition avec la foi. Ce pragmatisme est ce qui amène le protagoniste à se convertir, de manière superficielle et sans passion[22].
- En réponse à l'ouvrage et pour le « faire mentir », Guillaume Larrivé publie Insoumission[23].

## Adaptations
Le roman est adapté au théâtre et à la télévision allemande sous le titre Unterwerfung.
Un projet d'adaptation au cinéma par Guillaume Nicloux, avec Jean-Paul Rouve dans le rôle de François a été évoqué en 2020 après un projet initial de série télévisée qui aurait été produite par Arte.